# Braunschweiger Straße 8 (Magdeburg)

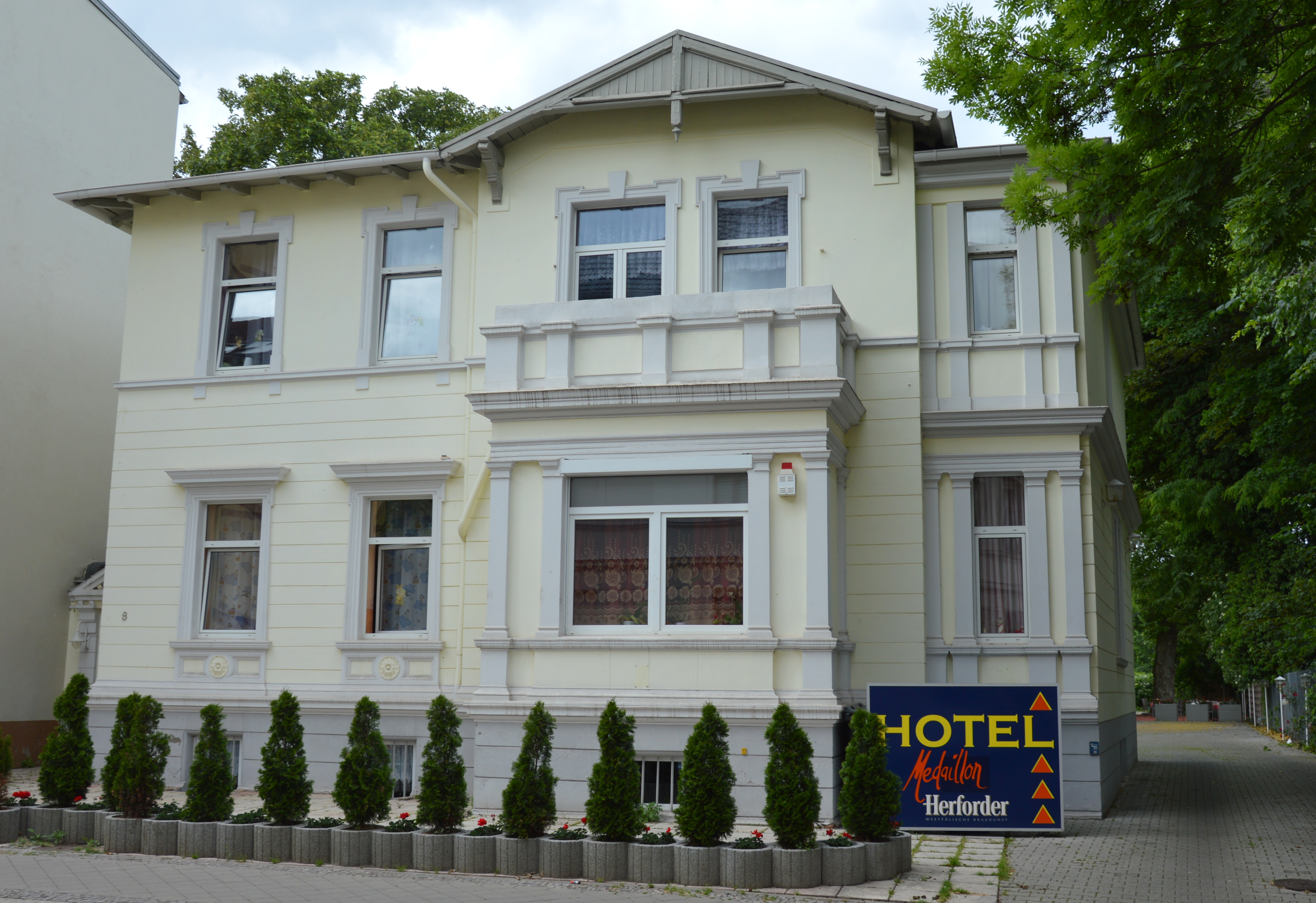
Braunschweiger Straße 8

Das Haus Braunschweiger Straße 8 ist eine denkmalgeschützte Villa in Magdeburg in Sachsen-Anhalt.

## Lage
Sie befindet sich auf der Nordseite an einer Biegung der Braunschweiger Straße im Magdeburger Stadtteil Sudenburg. Das Gebäude gehört als  Einzeldenkmal zum Denkmalbereich Braunschweiger Straße 1–10, 98–108. Westlich steht das gleichfalls denkmalgeschützte Haus Braunschweiger Straße 9 an.

## Architektur und Geschichte
Die zweigeschossige freistehende Villa wurde im Jahr 1880 für den Schiffseigner Ferdinand Dünger nach Plänen des Architekten und Zimmermanns Carl Dabelow erbaut. Auf der rechten Seite besteht ein Seitenrisalit, dem vor dem Erdgeschoss ein Kastenerker vorgelagert ist. Auf dem Erker besteht vor dem Obergeschoss ein Balkon. 1900 wurde das Gebäude auf seiner rechten Seite um eine Achse erweitert. Die Gestaltung des Gebäudes ist im Stil des Eklektizismus erfolgt. So finden sich in der Fassadengliederung Elemente des Neobarock und des Spätklassizismus. Außerdem gibt es mit einem Schwebegiebel mit Füllfiligran Anklänge an den Schweizerstil.
Im Denkmalverzeichnis für Magdeburg ist die Villa unter der Erfassungsnummer 094 81932 als Baudenkmal verzeichnet.
Die Villa gilt als kulturell-künstlerisch wichtig und bedeutendes Dokument einer gründerzeitlichen Fabrikantenvilla in Magdeburg.